# Finn Willy Sørensen
Finn Willy Sørensen (9. maj 1941 - 23. marts 2019) er en dansk tidligere fodboldspiller og træner.
Han spillede for BK Frem fra 1960-1967 og siden for den amerikanske klub Washingtoin Whips.
Han har trænet BK Frem, Fremad Amager og de svenske klubber Västra Frölunda IF og Landskrona BoIS.